# Marcus Ingvartsen
Marcus Ingvartsen (født 4. januar 1996) er en dansk professionel fodboldspiller, der spiller for den amerikanske Major League Soccer klub San Diego FC.

## Karriere

### FC Nordsjælland
Marcus Ingvartsen stammer fra Farum og begyndte at spille fodbold i Farum Boldklub som femårig. Da han blev ældre, kom han med i ungdomsafdelingen i Farum Boldklubs overbygning, FC Nordsjælland.
Han fik sin debut på FC Nordsjællands førstehold, da han blev skiftet ind i stedet for Mario Ticinovic i en 2-0-sejr hjemme over Viborg FF den 28. februar 2014.
Han fik sit helt store gennembrud i Superligaen 2016-17, da han blev topscorer med 23 mål. Han spillede da også 32 ud af 35 kampe fuld tid i Superligasæsonen.

### KRC Genk
Den 12. juli 2017 skrev han under på en fire-årig kontrakt med den belgiske klub KRC Genk. Prisen skulle ifølge TV3 Sport være på 37 millioner kroner.

## Hæder

### Individuelt
FC Nordsjælland
- Månedens Superligaspiller, november 2016[8]
- Topscorer i Superligaen: 2016-17 (23 mål)[9]